# Auguste Lambermont
Pour les articles homonymes, voir Auguste et Lambermont (homonymie).
Le baron Auguste Lambermont (25 mars 1819 à Limelette en Belgique - 6 mars 1905 à Bruxelles en Belgique), est un diplomate belge. Il est l'un des collaborateurs principaux du roi Léopold II de Belgique dans les tractations diplomatiques de la seconde moitié du XIXe siècle.

## Biographie
François Auguste Lambermont, né le 25 mars 1819 à Rofessart dans la commune de Limelette, est le fils de Jean François Lambermont et de Marie Jeanne Vloobergh. Il est issu d'un milieu modeste, ses parents étant fermiers.
Bien intentionnés, ses parents l’inscrivent au petit séminaire de Floreffe mais la prêtrise ne le tente guère. Par défaut, comme c’est souvent le cas, il entreprend des études de droit à l'Université catholique de Louvain tout en préparant l’examen d’entrée à l'École royale militaire. Sur un coup de tête – les beaux yeux de la reine Isabelle II d'Espagne n’y sont sans doute pas pour rien – il plaque tout à 19 ans pour s’engager dans l’armée espagnole confrontée à la guerre de succession qui oppose l’infant Charles de Bourbon à la fille de son frère Ferdinand VII. Rien de tel que la pratique pour entamer son éducation militaire. Faute de pouvoir rééditer ses actions d’éclat au siège de Morella, il décide de rentrer au bercail à la suite de la défaite des carlistes. Après avoir terminé ses études de droit à l'Université catholique de Louvain, il entre au ministère des Affaires étrangères en 1842. À la proposition qui lui est faite de rejoindre l’ambassade belge à Madrid, il préfère entrer à l’administration centrale du département des Affaires étrangères où il devient, dès 1842, adjoint à la direction commerciale tandis qu’il passe, avec brio, les épreuves de l’examen diplomatique.
En 1859, il est promu secrétaire général du département qu’il dirigera jusqu’à sa retraite, en 1903, avec un sens aigu de l’indépendance et de la neutralité nationale qui vaudront à Bruxelles d’être choisie de préférence pour la tenue des congrès et des assemblées internationales de l’époque. Il représente la Belgique à de nombreuses conférences internationales. Excellent négociateur, il parvient à développer les relations commerciales de la Belgique avec la plupart des pays européens. Il œuvre à l'abolition de la loi préconisant le protectionnisme et mène la Belgique au libre-échange. Lambermont a comme objectif d'affermir le statut international de la Belgique. En 1863, après des négociations longues et difficiles avec les Pays-Bas, il obtient la levée du péage sur l'Escaut, perçu depuis 1839, permettant ainsi le développement du port d'Anvers. Il reçoit le grade d'envoyé extraordinaire et de ministre plénipotentiaire en 1866. En 1885, il participe à la conférence de Berlin qui conduit à la naissance de l'État indépendant du Congo. Auguste Lambermont a aussi été, sur le plan diplomatique, le bras droit de Léopold II pour la création de l'État indépendant du Congo et, en 1890, a animé la conférence anti-esclavagiste de Bruxelles.
Il a dit de lui-même : « Je n’ai été qu’un ouvrier attaché de toute son âme à la poursuite d’un but national ».

## Un des trois mousquetaires de Léopold II
Avec Henri Alexis Brialmont et Émile Banning, Auguste Lambermont est un des trois mousquetaires de Léopold II dont ils secondent les vues coloniales avec une rare efficacité jusqu’en 1892. Trois hommes d’origine modeste, dont les motivations aux antipodes traduisent les préoccupations professionnelles : une perspective pour l’armée pour le premier, un devoir social envers les nègres pour le second, le développement du commerce extérieur pour Lambermont. Convaincu de la première heure, celui-ci est l’un des donataires qui permettent au comité belge de l’Association internationale africaine d’équiper la première expédition vers le Tanganyika. C’est lui qui, en marge de la conférence de Berlin, fait des concessions aux puissances coloniales rivales – la France et le Portugal – en échange d’un tracé des frontières avantageux. Léopold II s’incline et Otto von Bismarck applaudit devant son habileté diplomatique. C’est toujours lui qui participe ensuite à toutes les phases de création de la colonie pour laquelle il se dépense sans compter.

## Le rachat du péage sur l'Escaut
Préoccupé d’offrir de nouveaux débouchés à l’industrie et de développer le commerce maritime à une époque où le libre échange triomphe des taxes protectionnistes — la Belgique est une chaudière qui a besoin de soupapes, aimait-il à rappeler — il lance l’idée audacieuse du rachat du péage sur l’Escaut aux Pays-Bas, qu’il obtient après 7 ans de négociations serrées. Ceux-ci l’avaient obtenu en 1839, au grand dam des Belges, en échange de la libre circulation sur le fleuve frontalier. La Belgique s’était aussitôt engagée à rembourser le péage aux compagnies maritimes de peur qu’elles ne se détournent du port enclavé d’Anvers. Mais la facture ne faisait que s’alourdir à la mesure de la croissance du commerce.
Le défi était de taille : il fallait à la fois convaincre les bataves d’accepter un montant capitalisé – 36 millions de francs-or – et faire participer au payement les nations intéressées. Fort opportunément, la même question se discute pour le détroit du Sund en mer Baltique et à l’embouchure de l’Elbe, ce qui contribue à la maturation des esprits. Dans les deux cas, Lambermont parvient à échanger la liberté de navigation réciproque en échange de la prise en charge, par la Belgique, de la part du Danemark et du royaume de Hanovre dans le rachat du péage de l’Escaut. Pour convaincre les autres, il fixe unilatéralement la participation de la Belgique à un tiers de la somme totale. Aussi n’a-t-il plus aucun mal à convaincre les 21 États concernés, réunis à Bruxelles, à adhérer au traité signé avec La Haye le 12 mai 1863.
Les succès qu’il remporte autant que sa personnalité et ses méthodes fondent une renommée, qui s’étend largement au-delà du cénacle belge. Fin diplomate, polyglotte, intègre, il s’intéresse réellement à ses interlocuteurs et est capable de se mettre à leur place. Ses prises de position, parfois audacieuses, se fondent toujours sur une argumentation serrée et une préparation minutieuse de ses dossiers. Tenace, il ne renonce jamais et sait donner du temps au temps.
À la fin de sa carrière, il n’est pas rare qu’il soit appelé comme arbitre de différends internationaux qu’il tente toujours de résoudre au bénéfice de toutes les parties en cause.
À la suite de son décès le 6 mars 1905 à Bruxelles, il a droit à des funérailles officielles à la cathédrale Saints-Michel-et-Gudule avec les honneurs militaires et est inhumé au cimetière de Rofessart.

## Hommages et distinctions
Il est anobli par le roi Léopold II et reçoit le titre de baron. La commune de Schaerbeek donne son nom à une de ses plus importantes artères : le boulevard Lambermont.
Il a notamment reçu les distinctions suivantes :
- Grand officier de l'ordre de Léopold en 1871 ;
- Grand officier de la Légion d'honneur (France) ;
- Chevalier grand-croix de l'ordre du Bain (Grande-Bretagne).
- Grand cordon de l'ordre de Saint Stanislas (Russie impériale) ;
- Grand-croix de l'ordre de la Branche Ernestine de Saxe ;
- Grand-croix de l'ordre d'Albert le Valeureux en 1875 (Saxe) ;
- Chevalier de l'ordre militaire de Saint-Ferdinand (Espagne).